# Die Kraft und die Herrlichkeit

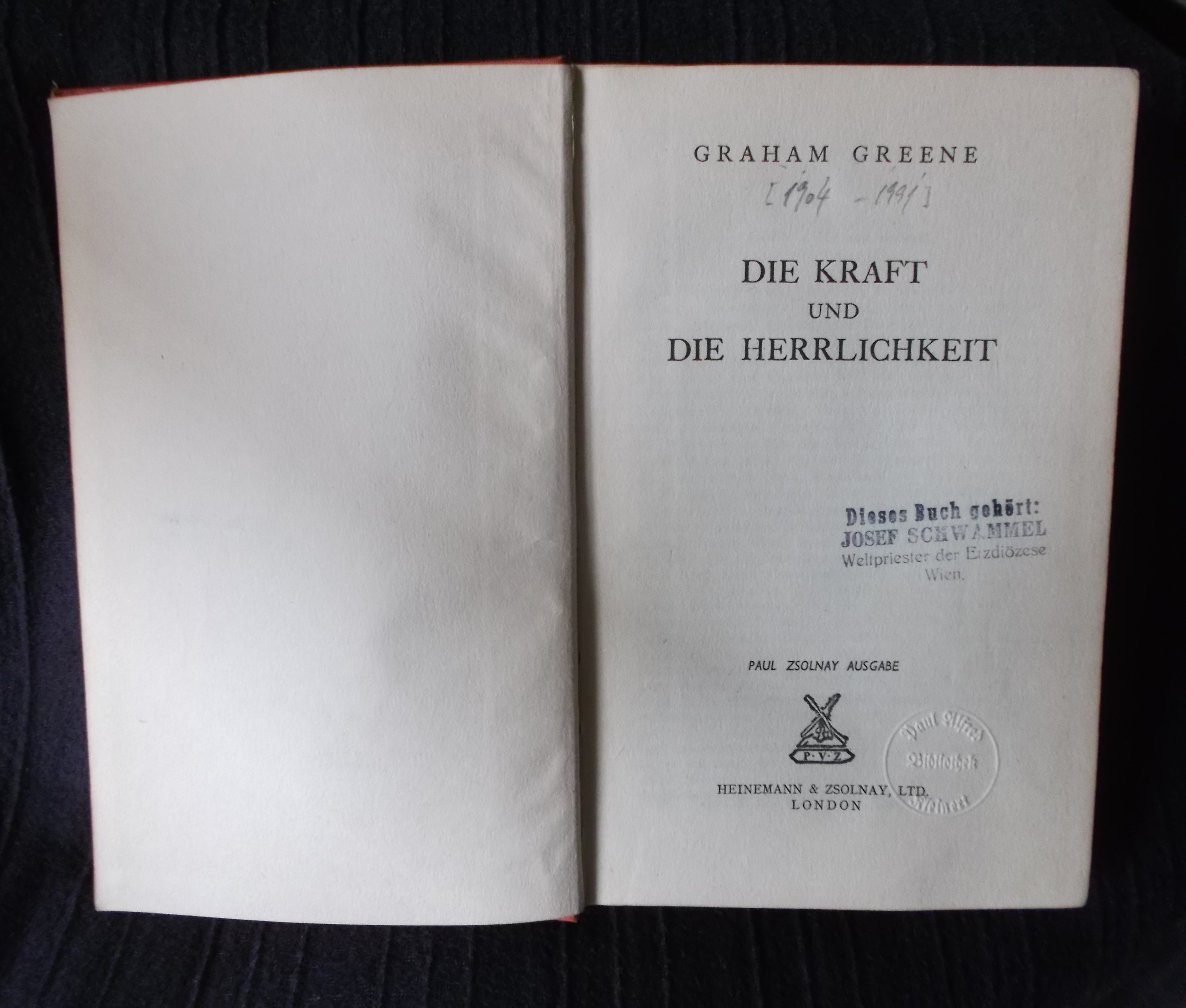
Die deutsche Erstausgabe von 1947

Die Kraft und die Herrlichkeit (engl.: The Power and the Glory) ist ein im Jahr 1940 zuerst in London erschienener Roman von Graham Greene. Er beschreibt den blutigen Kampf eines jungen revolutionären Offiziers in Lateinamerika gegen einen der letzten Arme-Leute-Priester der katholischen Kirche auf dem Land.
Der Roman lässt zwei konträre Sinngebungsansätze aufeinanderprallen, einen im weitesten Sinne sozialistischen und einen religiös-transzendenten.

## Handlung
Nach einer linken Revolution in einem an Mexiko nach der republikanischen Revolution von 1930 erinnernden fiktiven Staat verfolgt ein junger Leutnant voller Hass auf die heuchlerische katholische Kirche einen ihrer letzten lebenden Priester. Der Geistliche, der mit der Seelsorge unter den Armen sein Leben riskiert, flieht von Dorf zu Dorf vor den zu seiner Tötung ausgesandten Soldaten, die auch Geiseln ermorden, um seiner habhaft zu werden.
Der Priester ist ein „Schnapspriester“: Er hatte betrunken ein Kind gezeugt und sich um dessen Betreuung jahrelang nicht gekümmert, er folgt nur zürnend seinem Gott und seiner Berufung, seine Angst und Erschöpfung verdrängt er immer wieder mit Alkohol. Mehrmals kommt es zu grotesken Situationen: Um sich Messwein zu besorgen, lässt der Priester sich auf einen Bettler mit Beziehungen ein und landet in einem Hotelzimmer, wo er vom Vetter des Gouverneurs Wein und Schnaps in Flaschen kauft, welche er zusammen mit dem Vetter und dem ihn verfolgenden Polizeichef austrinken muss.
Den Priester verrät schließlich der Belohnung wegen ein Mestize, der ihn ruft, um einem angeschossenen Verbrecher die letzte Beichte abzunehmen. Der Priester ahnt den Verrat, er sucht – wieder frevelnd – auch Erlösung durch den Tod, Erlösung von seinen ihn drückenden Sünden, von der Angst vor der Verfolgung und der Gewissenslast der seinetwegen erschossenen Geiseln.
Vor seiner Erschießung kommt es zu Gesprächen zwischen dem Leutnant und dem Priester, in denen sich ein gegenseitiger Respekt entwickelt: Beide Seiten suchen auf ihre Weise den Ausweg aus der Schlechtigkeit dieses Lebens – der eine in der Revolution, der andere in der (geläuterten) Kirche der Armen. Beiden, dem Verfolger und dem Verfolgtem gemeinsam ist die Gewissheit, im Elend der Welt verlassen zu sein.
Der Roman schildert den „Konflikt zwischen zwei ´revolutionären´ Sinngebungsansätzen (…), einem diesseitigen, im weitesten Sinne sozialistischen, und einem religiös-transzendenten, die beide innerhalb einer Sinnfragen ausblendenden Gesellschaft miteinander konkurrieren.“

## Erzählweise
Es handele sich um einen realistisch erzählten Roman, „der Elemente der Unterhaltungsliteratur und der kinematographischen Montage verwendet. (...) Insbesondere der erste der insgesamt vier Teile des Buches erinnert in seinen übergangslosen Schnitten von Schauplatz zu Schauplatz an einen Film.“
Greene, ein überzeugter, aber der Kirche gegenüber kritischer Katholik, erzählt auktorial und chronologisch in einer linearen Struktur mit gelegentlichen kurzen Rückblicken. Die Perspektive des verfolgten Priesters und die Innenwelten anderer Figuren, z. B. die des ihn verfolgenden Offiziers, werden ausführlich geschildert.
Die Figuren sowohl des Leutnants als auch die des verfolgten Geistlichen haben keine individuellen Namen, sie sind Vertreter zweier weltumspannender Kräfte zur Erleichterung der Mühsal der Beladenen. Aber beide sind in ihren hierarchischen Systemen isoliert: der Leutnant, der nach den Priestern schon die Politiker und sogar seinen eigenen korrupten Chef auf die Liste der zu Verfolgenden setzen will, und der Priester, der im Gegensatz zur ´Kirche der Wohlhabenden´ den Ruf der Armen hört und bei ihnen zu leben versucht. Der Roman beginnt und endet daher nicht zufällig in einer Kreisfigur mit Familiensituationen – Erlösung kommt für Greene nicht aus den Gewehren der sozialen Bewegungen oder der ideologischen Mächte, sondern aus der Liebe zum Nächsten.
Greene zeichnet die beiden Repräsentanten ihrer Bewegungen gleichermaßen als im Prinzip positive Figuren und weder der eine noch der andere wird denunziert. Beide sind in die Ideale ihrer gegensätzlichen Bewegungen und zugleich in ihre Korruption verstrickt, auf beiden Seiten sind Recht und Unrecht zu finden: „Es muß zuweilen ein Trost für den Soldaten sein, daß die Gräuel auf beiden Seiten dieselben sind: niemand war je allein“ mit seiner Enttäuschung.
Der Alkohol und die in ihm gesuchte Betäubung, die den Roman vom Anfang bis Ende durchziehen, sind Symbol des mit der Berufung verbundenen Martyriums: „Er war einer der Märtyrer der Kirche. (...) Er mag jetzt schon ein Heiliger sein.“ Aber er war mitnichten ein Heiliger, sondern vor allem ein Mensch, der sich mit einer Anzahl Sünden beladen hatte: „Jetzt dünkte ihn, es wäre ein leichtes gewesen, ein Heiliger zu sein. Es wäre dazu nur ein wenig Zucht und ein wenig Mut nötig gewesen. (...) Jetzt wußte er es, am Ende zählte nur eines: Ein Heiliger sein.“
Die Erzählung kommt auf den letzten Seiten in einer Kreisfigur zu der am Anfang erwähnten Familie zurück, in der eine fromme Mutter ihren Kindern abends Heiligengeschichten vorliest. An ihre Tür klopft eines Nachts ein Nachfolger des erschossenen Priesters. Er ist, wie sein Vorgänger, auf der Flucht. Die Kirche lebt und wächst im Verborgenen weiter.

## Entstehungsgeschichtlicher Hintergrund
Als Konvertit zum Katholizismus beobachtete Greene voller Entsetzen die unnachgiebige Unterdrückung der katholischen Kirche und erbarmungslose Christenverfolgung in Mexiko durch Präsident Calles, der seit 1927 die Schließung aller Kirchen verfügte und den Priestern die Ausübung ihres Amtes verbot. Er erklärte die Kirchen zu Staatseigentum und ließ sie in Theater, Redaktionen und Garagen umwandeln; gläubige Christen wurden inhaftiert und zahlreiche Geistliche erschossen. Im Frühjahr 1938 reiste Greene nach Mexiko, um sich über die religiöse Lage dort zu informieren und seine Eindrücke als Reisetagebuch zu dokumentieren. Die Beschreibung seiner Mexiko-Reise veröffentlichte Greene 1939 als Sachbuch unter dem Titel The Lawless Roads (amerikanischer Alternativtitel: Another Mexico; dt. Übersetzung: Gesetzlose Straßen: Aufzeichnungen aus Mexiko, Wien 1949).
Nach Greenes eigenen Angaben plante er ursprünglich nur die Herausgabe dieses Reiseberichtes; seine Erlebnisse in Mexiko inspirierten ihn jedoch zu dem anschließenden Entwurf seines Romans.
Nahezu alle wesentlichen Ereignisse, Motive und Figuren des Romans sind in Greenes mexikanischen Reiseaufzeichnungen vorgezeichnet. Einen besonders nachhaltigen Eindruck als nach außen wirkendes Zeichen der Verfolgung hinterließ bei Greene vor allem der Märtyrertod des Jesuitenpaters Miguel Pro, der 1926 aus einem belgischen Priesterseminar in sein Heimatland zurückgekehrt war und im November 1927 in Mexiko hingerichtet wurde. Die letzten Stationen des Leidensweges von Pro wurden von einem staatlich bestellten Fotografen festgehalten: sein Beten für seine Feinde, die nicht sofort tödlichen Schüsse bei seiner Hinrichtung und der Gnadenschuss. Greene stellte in dem Prolog von The Lawless Roads das Schicksal von Pater Pro in den Mittelpunkt; die spätere Ausgestaltung des letzten Weges des namenlosen Priesters in seinem Roman wurde hier vorgeprägt.
Eine Reisebekanntschaft erzählte Greene von einem Whisky-Priester, der während der Verfolgung alkoholkrank wurde. Bei der Taufe des Sohnes seines Reisebekannten war er betrunken und taufte den Jungen auf den Namen Brigitta. Im Gegensatz zu der Romanfigur war dieser Priester allerdings Zielscheibe des Spotts und der Verachtung und floh schließlich aus Mexiko.
Zahlreiche andere Gestalten des Romans beruhen nach Greenes eigenen Aussagen auf Begegnungen während seiner Mexikoreise und haben Eingang in seinen Roman gefunden.

## Rezeption
Die Veröffentlichung fand zunächst wegen des begonnenen Kriegs in Europa als Erzählung über Lateinamerika keine große Aufmerksamkeit. In der Nachkriegszeit verbreiteten sich allerdings positive Reaktionen.
Einige hohe Würdenträger der katholischen Kirche kritisierten den Roman wegen seiner moralisch ambivalenten Hauptfigur. Auf deren Forderungen nach Änderungen dreizehn Jahre nach der Erstveröffentlichung reagierte Greene als bekennender Katholik gewandt mit dem Hinweis, das Urheberrecht liege nunmehr bei seinen Verlegern.
Papst Paul VI. war allerdings anderer Ansicht: Als er 1965 Greene zur Audienz empfing, sagte er dem Engländer: „Manche Passagen in ihren Büchern werden sicherlich einige Katholiken kränken. Geben Sie nichts darauf.“
Der US-amerikanische Kurzfilm 2048: Nowhere to Run von Luke Scott aus dem Jahr 2017 dient zusammen mit zwei anderen Kurzfilmen als Prequel zum Spielfilm Blade Runner 2049 von Regisseur Denis Villeneuve. In 2048: Nowhere to Run übergibt Sapper Morton, der von Dave Bautista gespielt wird, dem Mädchen Ella das Buch Die Kraft und die Herrlichkeit und empfiehlt ihr, es zu lesen. 

## Auszeichnungen
Der Roman wurde 1941 mit dem Hawthornden-Preis ausgezeichnet. 2005 wurde er vom Time-Magazine in die Liste der 100 besten englischsprachigen Romane seit 1923 aufgenommen.

## Deutsche Ausgaben
- Deutsche Ausgabe: Die Kraft und die Herrlichkeit. Deutsch von Veza Magd und Bernhard Zebrowski. Zsolnay, Berlin 1948 (auch Heinemann & Zsolnay, London 1947)
- Deutsche Taschenbuchausgabe: Die Kraft und die Herrlichkeit. Aus dem Englischen von Käthe Springer und Veza Magd. dtv, München 2003, ISBN 978-3-423-13154-4

## Verfilmung
Bereits 1947 wurde der Roman unter dem Titel Befehl des Gewissens verfilmt. Regie führte John Ford; die Hauptrolle des Priesters spielte Henry Fonda, den Offizier Pedro Armendáriz. 1962 wurde ein Remake vom Regisseur Marc Daniels veröffentlicht, die sich näher an der Romanvorlage orientierte.

## Einzelbelege
1. ↑  "Die Handlung orientiert sich an der Verfolgung der katholischen Kirche in der mexikanischen Provinz Tabasco während der Amtszeit des Gouverneurs Tomás Carrido Canabal." (Getabstract.com, siehe Weblinks, sowie ARD Bildungskanal, siehe Weblinks.) Greene, gläubiger Katholik und Anhänger von Fidel Castro, war 1938 für fünf Wochen nach Mexiko gereist und hatte sich dort über die Ereignisse informieren können.
2. ↑  Greene, Die Kraft und die Herrlichkeit, Ausgabe des Zsolnay-Verlags 1948, S. 33.
3. ↑  ARD Bildungskanal (siehe Weblinks): "Am Tag vor der Hinrichtung unterhalten sich die beiden über die Natur des Bösen und der Leutnant erkennt, dass er es hier nicht mit einem schlechten Menschen zu tun hat."
4. ↑  Kindlers neues Literatur-Lexikon. Studienausgabe, Kindler 1996, Band 6 Ga-Gr siehe Literatur, S. 844.
5. ↑  Getabstract.com, siehe Weblinks.
6. ↑  Durch die Namenlosigkeit "wird die Allgemeingültigkeit des Konflikts betont." (getabstract.com, siehe Weblinks.)
7. ↑  Deutsche Ausgabe von 1948, 2. Teil, Ende des 1. Kapitels, S. 124. Getabstract.com, siehe Weblinks: Greene beleuchte "exemplarisch das Verhältnis von heilloser Welt und christlicher Heilserwartung." Nur ein Glaube an die Verbesserung der Welt "rettet die menschliche Seele aus dem Schlamm der weltlichen Existenz."
8. ↑  Greene, Die Kraft und die Herrlichkeit, Ausgabe des Zsolnay-Verlags 1948, S. 267. Der Alkohol wird als Motiv des Leidens vom ersten bis zum letzten Kapitel verwendet. Greene, Die Kraft und die Herrlichkeit, Ausgabe des Zsolnay-Verlags 1948, S. 15, 20, 33 ... 255, 260.
9. ↑  Greene, Die Kraft und die Herrlichkeit, Ausgabe des Zsolnay-Verlags 1948, S. 255.
10. ↑  Die Erscheinung eines Nachfolgers kann auch als Traum des Jungen der Familie oder eben als "Überleben des Religiösen schlechthin gedeutet werden." (Getabstract.com, siehe Weblinks.)
11. ↑  Vgl. Karl Heinz Göller: Graham Greene: The Power and the Glory. In: Horst Oppel (Hrsg.): Der moderne englische Roman – Interpretationen. Erich Schmidt Verlag, 2. rev. Auflage, Berlin 1971, ISBN 3-503-00701-6, S. 245.
12. ↑  Vgl. die von Graham Greene verfasste Einleitung zu der dritten im Verlag William Clowes & Sons Ltd. erschienenen Ausgabe von The Lawless Roads, Beccles 1978, Introduction S. XIIff.
13. ↑  (Photos) Miguel Pro's martyrdom, meant to scare Catholics, instead encouraged them--Aleteia. 3. Juni 2017, abgerufen am 4. September 2023 (englisch).
14. ↑  Vgl. Karl Heinz Göller: Graham Greene: The Power and the Glory. In: Horst Oppel (Hrsg.): Der moderne englische Roman – Interpretationen. Erich Schmidt Verlag, 2. rev. Auflage, Berlin 1971, ISBN 3-503-00701-6, S. 245. Siehe auch die Darstellung in Graham Greene: The Lawless Roads. William Clowes & Sons Ltd., Beccles 1978, S. 8–11.
15. ↑  So etwa der Zahnarzt oder der Polizeichef. Auch der Mestize, den Greene im Roman zur Judas-Figur werden lässt, geht auf eigene unangenehme Erlebnisse Greenes während seiner Reise zurück. Siehe Graham Greene: The Lawless Roads. William Clowes & Sons Ltd., Beccles 1978, S. XIIIf. Vgl. auch Karl Heinz Göller: Graham Greene: The Power and the Glory. In: Horst Oppel (Hrsg.): Der moderne englische Roman – Interpretationen. Erich Schmidt Verlag, 2. rev. Auflage, Berlin 1971, ISBN 3-503-00701-6, S. 245.
16. ↑   Siehe die Angaben in der Time , abgerufen im Internet Archive am 30. September 2022.
17. ↑  getabstract.com, siehe Weblinks.
18. ↑  Siehe All Time 100 Best English Language Novels im Internet Archive, abgerufen am 30. September 2022